# Poznobaročna mesta Val di Noto
Poznobaročna mesta Val di Noto tvorijo skupino mest v Val di Notu na jugovzhodu Sicilije, ki tvorijo enoten ansambel poznega baroka. Sem spadajo mesta Catania, Caltagirone, Militello v Val di Catania, Modica, Noto, Palazzolo Acreide, Ragusa in Scicli.
Te kraje je skoraj v celoti uničil potres v Val di Notu leta 1693. Ker so bili hkrati obnovljeni, ponujajo obsežen primer sicilskega baroka in imajo v glavnem enak mestni in arhitekturni značaj.
Zaradi te posebne arhitekture je UNESCO poznobaročna mesta Val di Noto leta 2002 razglasil za območje svetovne dediščine z utemeljitvijo, da:
»Da je ta skupina mest v jugovzhodni Siciliji izjemno pričevanje o živahnem geniju poznobaročne umetnosti in arhitekture. Mesta Val di Noto predstavljajo vrhunec in zadnji razcvet baročne umetnosti v Evropi. Izjemna kakovost poznobaročne umetnosti in arhitekture v Val di Notu je v njihovi geografski in kronološki homogenosti ter obsegu, ki je bil posledica potresa leta 1693 v tej regiji. Osem mest v jugovzhodni Siciliji, ki so značilna za vzorec poselitve in urbano obliko te regije, nenehno ogrožajo potresi in izbruhi gore Etna.«